# 양악
양악(楊渥, 886년 ~ 908년 6월 9일(음력 5월 8일))는 오대십국 시대 오나라의 제2대 군주이자, 첫 독립 군주로, 자는 봉천(奉天) 또는 승천(承天)이며, 여주 합비 사람이다. 그가 홍농군왕의 작호를 가지고 있었기 때문에, 그의 통치 기간 중의 오나라는 홍농군국으로 알려져 있었고, 그는 생전에는 오왕이라 칭한 적이 없었다. 905년, 아버지 양행밀의 사후, 장호와 서온에 의해 옹립되었으며, 아버지의 작위를 계승하였다. 즉위 내내 장호와 서온이 실권을 잡고 있었으며, 이에 불만을 품은 그는 908년, 장호와 서온의 살해를 시도하려 했으나 도리어 그들의 역습으로 살해당하였다. 최종 공식 작위와 시호는 홍농위왕(弘農威王)으로, 후에 오경왕(吳景王)으로 추존되었으며, 최후에는 열조(烈祖) 경황제(景皇帝)로 추존되었다. 

## 생애

### 가세(家世)
양악은 당 희종 광계 2년(886년)에 합비에서 여주자사 양행밀의 장남으로 태어났다. 그의 어머니는 양행밀의 측실 사부인이었고, 그녀는 그의 동생 양융연의 생모이기도 하였다. 또한 그에게는 양몽·양부·양심(楊潯)·양철(楊澈) 등 4명의 동생이 더 있었다.

### 내용주
1. ↑  양악이 홍농군왕으로서의 치세의 시작은 무엇이 "재위"를 구성하는지에 대한 하나의 관점에 달려 있다. 양악은 아버지 양행밀의 사후, 당소종의 대리인 이엄에 의해 홍농군왕에 책봉되었으나, 작호는 당나라의 신하(군왕)이었다. 907년 주전충이 소종의 아들 당애제로부터 황위를 찬탈하는 바람에 당나라는 막을 내렸지만, 양악은 다른 당나라의 신하들과 함께 주전충의 후량을 인정하지 않았다. 따라서 그는 그 날짜로부터 시작하는 독립 군주로 간주될 수 있었다.
2. ↑  당소종의 연호를 계속 그대로 사용하였다. 따라서 905년은 천우 2년이었다.[4][5]

### 참조주
1. ↑  《자치통감》, 권265.
2. ↑  호삼성 음주(音注) 《자치통감》, 권265.
3. 1 2 3 4  중앙연구원 음양력 변환기.
4. 1 2 3 4 5 6  《자치통감》, 권266.
5. 1 2 3 4 5 6  호삼성 음주(音注) 《자치통감》, 권266.
6. 1 2  《구오대사》, 권134.
7. 1 2 3 4 5 6 7 8  《구국지(九國志)》, 권1.
8. 1 2 3 4 5 6 7 8  《십국춘추》, 권2.
9. 1 2 3 4 5  《신오대사》, 권61.
10. ↑  《자치통감》, 권270.
11. ↑  호삼성 음주(音注) 《자치통감》, 권270.
12. ↑  《자치통감》, 권270.
13. ↑  호삼성 음주(音注) 《자치통감》, 권275.
14. ↑  《자치통감》, 권256.
15. ↑  호삼성 음주(音注) 《자치통감》, 권256.
16. ↑  《십국춘추》, 권4.

## 참고 문헌
- 《구오대사》, 권134.
- 《신오대사》, 권61.
- 《십국춘추》, 권2.
- 《자치통감》, 권265, 266.
- 호삼성 음주(音注) 《자치통감》, 권265, 266.

| 전임 아버지 오무충왕 양행밀 | 제2대 오나라의 군주 905년 ~ 908년 | 후임 동생 오선왕 양융연 |

| 전임 아버지 오무충왕 양행밀 | 홍농군왕(오왕) 905년 ~ 908년 | 후임 동생 오선왕 양융연 |

| 전임 대몽 | 선주관찰사 904년 ~ 905년 | 후임 왕무장 |

| 전임 양행밀 | 회남절도사 905년 ~ 908년 | 후임 양융연 |

| 전임 (권한대행) 종광시 | 진남군절도사 906년 ~ 908년 | 후임 유위 |

| 전임 아버지 오무충왕 양행밀 | 중국의 통치자(강소·안휘) (사실상) 905년 ~ 908년 | 후임 동생 오선왕 양융연 |

| 전임 종광시 | 중국의 통치자(강서) (사실상) 883년 ~ 921년 | 후임 동생 오선왕 양융연 |

| 전임 당 애제 이축 | 중국의 통치자(강소·안휘·강서) (명목상) 907년 ~ 908년 | 후임 동생 오선왕 양융연 |